# Élections législatives de 1981 en Polynésie française
Les élections législatives françaises de 1981 en Polynésie française se déroulent les 14 et 21 juin.

## Élus
| Circonscription | Député sortant | Parti | Parti    | Député élu ou réélu | Parti | Parti    |
| --------------- | -------------- | ----- | -------- | ------------------- | ----- | -------- |
| 1re             | Jean Juventin  |       | app. UDF | Jean Juventin       |       | app. UDF |
| 2e              | Gaston Flosse  |       | RPR      | Gaston Flosse       |       | RPR      |

## Positionnement des partis
Le Tahoeraa et le Here Ai'a, respectivement soutenus par le Rassemblement pour la République et l'Union pour la démocratie française, présentent des candidats dans les deux circonscriptions polynésiennes, dont les deux députés sortants Jean Juventin et Gaston Flosse. Il en est de même pour le mouvement Taatiraa Polynesia.
Le parti indépendantiste de gauche Ia mana te nunaa présente lui aussi des candidats dans l'ensemble des circonscriptions : Peni Atger dans la 1re, Jacqui Drollet dans la 2e.
Enfin, le Mouvement social démocrate polynésien et le Faatereraa tiama o Polinesia maohi se présentent dans les deux circonscriptions, tandis que le Front de libération de la Polynésie a un candidat dans la circonscription de Papeete - Tahiti-Ouest.

## Résultats

### Résultats à l'échelle du territoire
| Parti                 | Parti                                          | Premier tour | Premier tour | Second tour | Second tour | Sièges |
| Parti                 | Parti                                          | Voix         | %            | Voix        | %           | Sièges |
| --------------------- | ---------------------------------------------- | ------------ | ------------ | ----------- | ----------- | ------ |
|                       | Rassemblement pour la République - Tahoeraa    | 16 008       | 35,76        | 14 538      | 48,54       | 1      |
|                       | Union pour la démocratie française - Here ai'a | 9 890        | 22,09        | 15 415      | 51,46       | 1      |
|                       | Divers droite                                  | 4 814        | 10,75        |             |             | 0      |
|                       | Taatiraa Polynesia                             | 2 360        | 5,27         | 0           |             |        |
|                       | Centriste - Centre démocratique                | 75           | 0,17         | 0           |             |        |
|                       | Droite et centre                               | 33 147       | 74,04        | 29 953      | 100,00      | 2      |
|                       |                                                |              |              |             |             |        |
|                       | Ia mana te nunaa                               | 6 929        | 15,48        |             |             | 0      |
|                       | Mouvement social démocrate polynésien          | 2 574        | 5,75         | 0           |             |        |
|                       | Divers gauche                                  | 832          | 1,86         | 0           |             |        |
|                       | Faatereraa tiama o Polinesia maohi             | 783          | 1,75         | 0           |             |        |
|                       | Front de libération de la Polynésie            | 503          | 1,12         | 0           |             |        |
|                       | Gauche                                         | 11 621       | 25,96        |             |             | 0      |
|                       |                                                |              |              |             |             |        |
| Inscrits              | Inscrits                                       | 78 835       | 100,00       | 52 680      | 100,00      | 2      |
| Abstentions           | Abstentions                                    | 33 605       | 42,63        | 22 134      | 42,02       |        |
| Votants               | Votants                                        | 45 230       | 57,37        | 30 546      | 57,98       |        |
| Blancs et nuls        | Blancs et nuls                                 | 462          | 1,02         | 593         | 1,94        |        |
| Exprimés              | Exprimés                                       | 44 768       | 98,98        | 29 953      | 98,06       |        |
| Source : data.gouv.fr |                                                |              |              |             |             |        |

### Résultats par circonscription

#### Première circonscription (Papeete - Tahiti-Ouest)
| Candidat       | Candidat                       | Parti                    | Premier tour | Premier tour | Second tour | Second tour |  |
| Candidat       | Candidat                       | Parti                    | Voix         | %            | Voix        | %           |  |
| -------------- | ------------------------------ | ------------------------ | ------------ | ------------ | ----------- | ----------- |  |
|                | Jean Juventin sortant réélu    | UDF (Here ai'a)          | 8 361        | 28,14        | 15 415      | 51,46       |  |
|                | Alexandre Léontieff            | RPR (Tahoeraa)           | 7 480        | 25,18        | 14 538      | 48,54       |  |
|                | Émile Vernaudon                | Divers droite            | 4 814        | 16,20        |             |             |  |
|                | Peni Atger                     | Ia mana                  | 4 354        | 14,65        |             |             |  |
|                | Arthur Chung                   | Divers droite (Taatiraa) | 1 822        | 6,13         |             |             |  |
|                | Maco Tevane                    | Divers gauche (MSDP)     | 1 164        | 3,92         |             |             |  |
|                | Tairapa Vairaatoa              | Divers gauche (FTPM)     | 515          | 1,73         |             |             |  |
|                | Oscar Temaru                   | Régionaliste (FLP)       | 503          | 1,69         |             |             |  |
|                | I. Tari                        | Divers gauche            | 426          | 1,43         |             |             |  |
|                | Jean-Baptiste Céran-Jérusalémy | Divers gauche            | 271          | 0,91         |             |             |  |
|                |                                |                          |              |              |             |             |  |
| Inscrits       | Inscrits                       | Inscrits                 | 52 681       | 100,00       | 52 680      | 100,00      |  |
| Abstentions    | Abstentions                    | Abstentions              | 22 692       | 43,07        | 22 134      | 42,02       |  |
| Votants        | Votants                        | Votants                  | 29 989       | 56,93        | 30 546      | 57,98       |  |
| Blancs et nuls | Blancs et nuls                 | Blancs et nuls           | 279          | 0,93         | 593         | 1,94        |  |
| Exprimés       | Exprimés                       | Exprimés                 | 29 710       | 99,07        | 29 953      | 98,06       |  |

#### Deuxième circonscription (Pirae - Tahiti-Est)
|                | Gaston Flosse sortant réélu | RPR (Tahoeraa)           | 8 528  | 56,63  |  |  |  |
|                | Jacqui Drollet              | Ia mana                  | 2 575  | 17,10  |  |  |  |
|                | André Porlier               | UDF (Here ai'a)          | 1 529  | 10,15  |  |  |  |
|                | John Tefatua-Vaiho          | Divers gauche (MSDP)     | 1 410  | 9,36   |  |  |  |
|                | Jean Vognin                 | Divers droite (Taatiraa) | 538    | 3,57   |  |  |  |
|                | Edmond Gnanapragassam       | Divers gauche (FTPM)     | 268    | 1,78   |  |  |  |
|                | M. Matada                   | Divers gauche            | 135    | 0,90   |  |  |  |
|                | Marcel J. Manuel            | Divers centre            | 75     | 0,50   |  |  |  |
|                |                             |                          |        |        |  |  |  |
| Inscrits       | Inscrits                    | Inscrits                 | 26 154 | 100,00 |  |  |  |
| Abstentions    | Abstentions                 | Abstentions              | 10 913 | 41,73  |  |  |  |
| Votants        | Votants                     | Votants                  | 15 241 | 58,27  |  |  |  |
| Blancs et nuls | Blancs et nuls              | Blancs et nuls           | 183    | 1,2    |  |  |  |
| Exprimés       | Exprimés                    | Exprimés                 | 15 058 | 98,8   |  |  |  |